# ۲سی ۸۰۸
۲سی ۸۰۸ (به انگلیسی: 2si 808) یک موتور هواپیما محصول کارخانهٔ ۲سی در کشور ایالات متحده آمریکا است. 